# ビザックイーノ
ビザックイーノ（イタリア語: Bisacquino, シチリア語: Busacchinu）は、イタリア共和国シチリア自治州パレルモ県にある人口約4,400人の基礎自治体（コムーネ）。
映画監督フランク・キャプラはこの村で生まれ、幼少時に家族とともにアメリカに移住している。

## 名称
標準イタリア語以外では以下の名称を持つ。
- シチリア語: Busacchinu

村の名は、アラビア語で「水が豊か」であることを意味する Busackuin に由来する。

## 地理

### 位置・広がり
パレルモ県西南部の内陸に位置するコムーネで、本村のあるコムーネ本体と2つの飛び地からなる。2つの飛び地に定住人口はない。
ビザックイーノの本村は、コルレオーネから南西へ約14km、リベーラから北へ約22km、南西海岸のシャッカから北東へ約26km、県都・州都パレルモから南南西へ約46km、アグリジェントから北西へ約53km、トラーパニから南南東へ約72kmの距離にある。
飛び地のひとつブルツァ（Bruca）は本村から北西へ約15kmほど離れており、ベーリチェ川 (it:Belice) の上流ベーリチェ・シニストロ川（Belice Sinistro）を堰き止めた人造湖ガルチャ湖 (it:Lago Garcia) のほとり（左岸＝南岸）に位置する。ロッカメーナの村から南東約5kmほどの場所で、本村との間にはコンテッサ・エンテッリーナの村がある。
もうひとつの飛び地であるサン・ビアージョ（San Biagio）は本村から南西へ約11kmの距離にあり、アグリジェント県の県域内に位置するパレルモ県の飛び地となっている。サンブーカ・ディ・シチーリアの村からは東南東へ約5kmほど離れている。

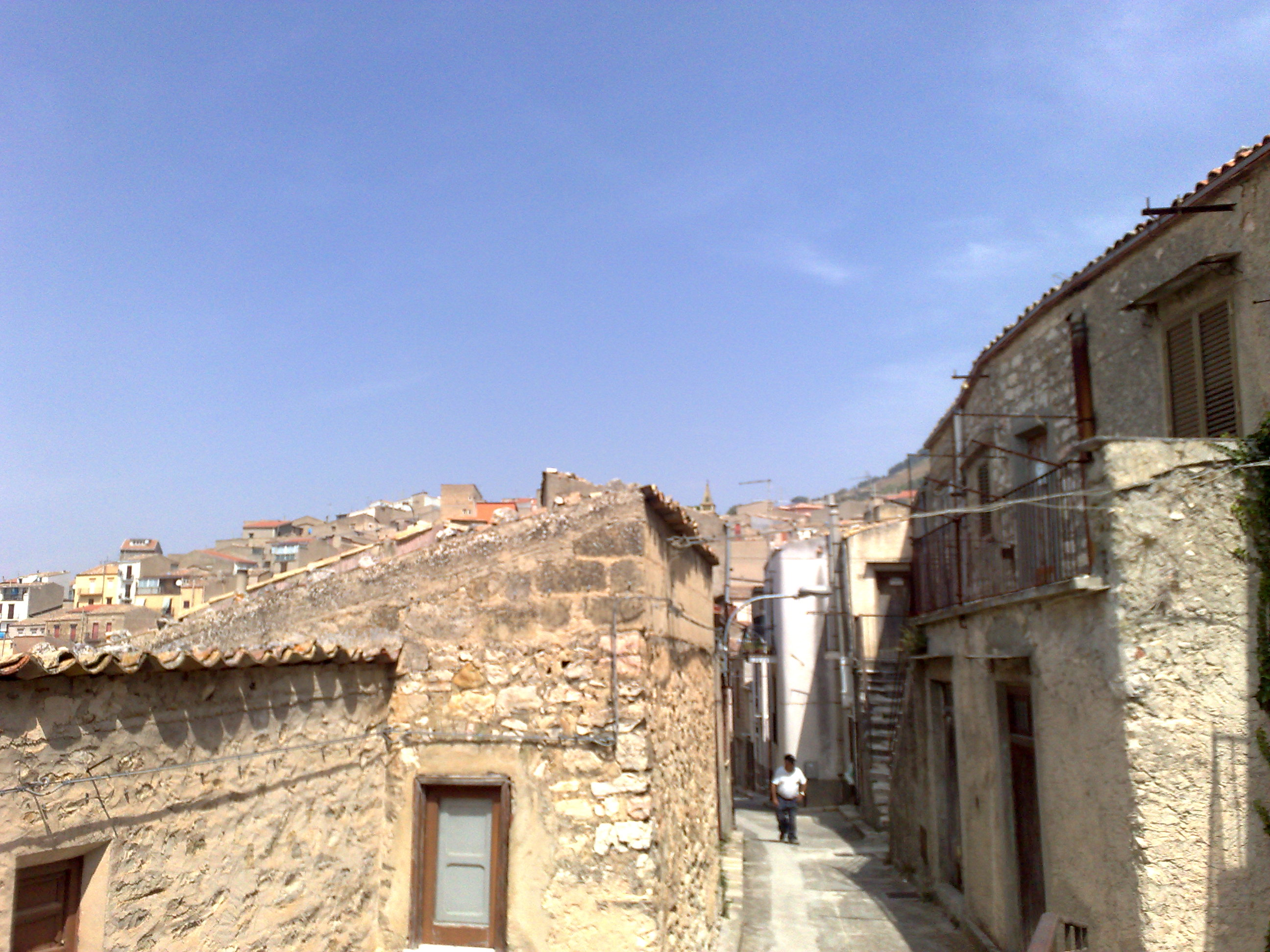
村内の風景

#### 隣接コムーネ
コムーネ本体に隣接するコムーネは以下の通り。
- カンポフィオリート - 北
- コルレオーネ - 北東
- キウーザ・スクラーファニ - 南
- ジュリアーナ - 南西
- コンテッサ・エンテッリーナ - 西

飛び地ブルツァに隣接するコムーネは以下の通り。
- ロッカメーナ - 北東
- コンテッサ・エンテッリーナ - 南
- モンレアーレ - 北西

飛び地サン・ビアージョに隣接するコムーネは以下の通り。
- サンブーカ・ディ・シチーリア （アグリジェント県） - 南東
- カルタベッロッタ （アグリジェント県） - 北西

## 歴史
12世紀以来、地元の有力者たちがこの村を領有していた。1778年にモンレアーレ大司教の所領となり、その後王領に組み込まれた。
1678年にはトリトーネ山（monte Tritone）の近くにマドンナ・デル・バルツォ礼拝堂（il Santuario della Madonna del Balzo）が設立されている。村の主要な教会堂は洗礼者ヨハネに奉献されたもので、1713年に完成した。

## 産業・経済
コムーネの主産業は農業である。農産物としては穀物、オリーブ、野菜、アーモンド、ヘーゼルナッツ、ワイン用のブドウで、主として都市部に出荷されている。また、牧羊も盛んである。

## 人口

### 居住地区別人口
国立統計研究所（ISTAT）によれば、2001年国勢調査時点での居住地区（Località abitata）別の人口は以下の通り。
| 地区名       | 標高     | 人口  | 備考                                                         |
| ------------ | -------- | ----- | ------------------------------------------------------------ |
| BISACQUINO   | 174/1215 | 5,205 |                                                              |
| BISACQUINO * | 744      | 5,031 |                                                              |
| Case Sparse  | -        | 174   |                                                              |
| Bruca        | 174/493  | -     | 飛び地                                                       |
| Lago Garcia  | 200      | -     | コンテッサ・エンテッリーナ、モンレアーレとともに分割する湖水 |
| San Biagio   | 283/801  | -     | 飛び地                                                       |

ISTATは人口統計上、家屋密度の高い centro abitato （居住の中心地区）、密度の低い nucleo abitato （居住の核となる地区）、まとまった居住地区を形成していない case sparse （散在家屋）の区分を用いている。上の表で地名がすべて大文字で示されているものが centro abitato である。「*」印が付されているのは、コムーネの役場・役所 la casa comunale の置かれている地区である。

## 交通

### 道路
国道
- SS188 (it:Strada statale 188 Centro Occidentale Sicula) 
〔… - サンブーカ - ジュリアーナ - キウーザ〕 - ビザックイーノ - 〔パラッツォ・アドリアーノ - プリッツィ - …〕
- SS188C
ビザックイーノ - 〔カンポフィオリート - コルレオーネ〕

シチリア島西端のマルサーラから内陸の小町村を東西に結んでサレルノ県内陸部のレルカーラ・フリッディに至るSS188が、本村南部を走っている。SS188からは北へ支線のSS188Cが分岐しており、本村を通ってコルレオーネに至る。
このほか、西のコンテッサ・エンテッリーナ、南西のジュリアーナなどとの間が県道で結ばれている。

## 人物

### 著名な出身者
- ヴィト・カッショ・フェロ - 19世紀末から20世紀初頭に活動した、マフィアの「ボス中のボス」。
- フランク・キャプラ - アメリカで活動した映画監督。